# Karl-Heinz Werle
Karl-Heinz Werle (* 8. August 1925 in Mackenbach; † 25. Januar 2009 ebenda) war ein deutscher Politiker (SPD).

## Leben und Beruf
Nach dem Besuch der Volksschule, Aufbauschule und Lehrerbildungsanstalt folgte 1943 die Erste und 1951 die Zweite Lehrerprüfung. Den Kriegsdienst leistete er bei der Marine (letzter Dienstgrad: Kapitänleutnant d. Res.). Nach dem Krieg konnte er 1946 sein Abitur ablegen. Er war als Lehrer an verschiedenen Schulen in der Pfalz tätig und Schulleiter an einer Grundschule in Mackenbach.

## Partei
Werle beantragte am 28. Januar 1943 die Aufnahme in die NSDAP und wurde zum 20. April desselben Jahres aufgenommen (Mitgliedsnummer 9.556.124). Er war nach dem Krieg Mitglied der SPD und dort Ortsvereinsvorsitzender in Mackenbach, stellvertretender Unterbezirksvorsitzender und Mitglied des SPD-Bezirksvorstands Pfalz sowie des SPD-Landesvorstands.

## Öffentliche Ämter

### Landtag Rheinland-Pfalz
Werle wurde bei der Landtagswahl 1975 in den Rheinland-Pfälzischen Landtag gewählt und gehörte diesem für drei Wahlperioden vom 20. Mai 1975 bis 2. Juni 1987 an. Er war in allen drei Wahlperioden Mitglied im Innenausschuss. In der 10. Wahlperiode war er stellvertretender Vorsitzender des Ausschusses.

### Kommunale Funktionen
Von 1956 bis 1957 war Mitglied des Gemeinderats Steinwenden und von 1956 bis 1991 Mitglied im Kreistag. Von 1969 bis 1992 war er ehrenamtlicher Bürgermeister in Mackenbach. Außerdem war er Mitglied des Verbandsgemeinderats Weilerbach und dort zeitweise Vorsitzender der SPD-Fraktion.

## Ehrungen
- Bundesverdienstkreuz am Bande (1984)
- Bundesverdienstkreuz Erster Klasse (1987)
- Dr.-Johann-Christian-Eberle-Medaille
- Siekingen-Medaille des Landkreises Kaiserslautern

## Sonstiges Engagement
Werle war Mitglied der GEW. Er war im Vorstand der Regionalvertretung der Planungsgemeinschaft Westpfalz, im Kuratorium der Universität Mainz, im Kuratorium der Universität Kaiserslautern und im Aufsichtsrat der Raiffeisenbank Westpfalz tätig.